# Ágnes Szávay
Ágnes Szávay (Kiskunhalas, 29 dicembre 1988) è un'ex tennista ungherese.

## Biografia
Ha una sorella più piccola, Blanka, diventata anche lei tennista professionista, e un fratello, Levente.

## Carriera tennistica

### Esordi
La Szávay inizia a giocare a tennis all'età di 6 anni su impulso del padre, che sarà anche il suo primo allenatore. La giovane ungherese si affaccia per la prima volta nel circuito ITF nell'ottobre 2003, partecipando al torneo di Carcavelos in cui ottiene la sua prima vittoria contro l'austriaca Schlotterer, n. 705 del ranking, e perdendo al II turno contro la croata Pavić, n. 678 del ranking.
Nel 2004 raggiunge i quarti nel torneo ITF di Bol e in seguito si assicura una wild card per le qualificazioni al torneo di Budapest: al I turno batte la connazionale Nemeth, conquistando così la prima vittoria WTA della sua carriera, ma fallisce l'accesso al tabellone principale a causa della sconfitta patita al II turno contro la rumena Edina Gallovits, n. 165 del ranking WTA.
In entrambi i tornei ITF di Vaduz e Gorizia arriva al II turno partendo dalle qualificazioni. A settembre, agli ITF di Ciampino si qualifica per le finali nelle quali sconfigge la n. 822 del ranking Stefania Boffa 6-0 6-2, aggiudicandosi il suo primo torneo ITF.
All'ITF di Shenzhen raggiunge le semifinali in cui è sconfitta da Peng Shuai, n. 79 del ranking WTA. All'ITF di Bergamo si qualifica per il tabellone principale, perdendo poi al I turno.

### 2005
Si qualifica al torneo WTA di Bogotá in cui ottiene la sua prima vittoria in un main draw sconfiggendo al I turno la marocchina Mouhtassine, n.173 del mondo, perdendo poi al II turno contro la n. 36 del ranking Flavia Pennetta. Si qualifica anche al main draw del torneo WTA di Acapulco, perdendo in seguito al I turno del tabellone contro Séverine Beltrame 5-7 6-4 6-3.
La Szavay prova a superare le qualificazioni in altri due tornei WTA a Praga e Istanbul, arrestandosi però al I turno, mentre riesce a qualificarsi al tabellone principale del torneo WTA di Modena, in cui giunge in semifinale dopo aver battuto la n.23 del ranking Francesca Schiavone perdendo poi dalla Garbin.
Ágnes ottiene la wild card per il tabellone principale a Budapest, in cui perde al I turno contro Maria Sánchez Lorenzo.
La tennista fa il suo esordio in un Grande Slam affrontando le qualificazioni allo Us Open nelle quali è sconfitta al I turno dalla Savchuk in 2 set.
Supera le qualificazioni ma esce poi al I turno del torneo WTA di Portoroz, mentre non riesce a qualificarsi nei tornei WTA di Zurigo, Taškent e Hasselt. La Szavay chiude comunque una stagione positiva al n. 166 della classifica WTA.

### 2006
La Szavay si ferma l I turno delle qualificazioni sia ad Auckland che all'Australian Open, mentre entra nel tabellone principale al WTA di Bogotá in cui viene sconfitta al II turno da Antonella Serra Zanetti. Disputa poi tre tornei ITF ottenendo modesti risultati e prova le qualificazioni al Roland Garros fermandosi al III turno delle qualificazioni in seguito alla sconfitta contro Aravane Rezaï. Partecipa poi al WTA di Budapest in cui viene sconfitta l I turno da Sara Errani.
A causa di questi risultati Ágnes precipita oltre la posizione n. 300 del ranking e torna a disputare più spesso tornei ITF, qualificandosi al main draw dell'ITF di Ashland in cui raggiunge la finale nella quale sfida Aleksandra Wozniak vincendo 6-1 7–6(2) ottiene il suo secondo titolo ITF. Dopo i quarti nell'ITF di San Francisco raggiunge nuovamente la finale nell'ITF di Houston nella quale si impone su Bethanie Mattek per 2-6 6-4 6-1 aggiudicandosi così il secondo titolo ITF della stagione e terzo in assoluto. Fortificata da questi risultati riprova le qualificazioni in un torneo WTA, a Québec, ma la sua corsa si interrompe nel III turno. Chiude infine la stagione con i quarti al torneo ITF di Dubai e con una classifica di n. 189 del ranking WTA.

### 2007

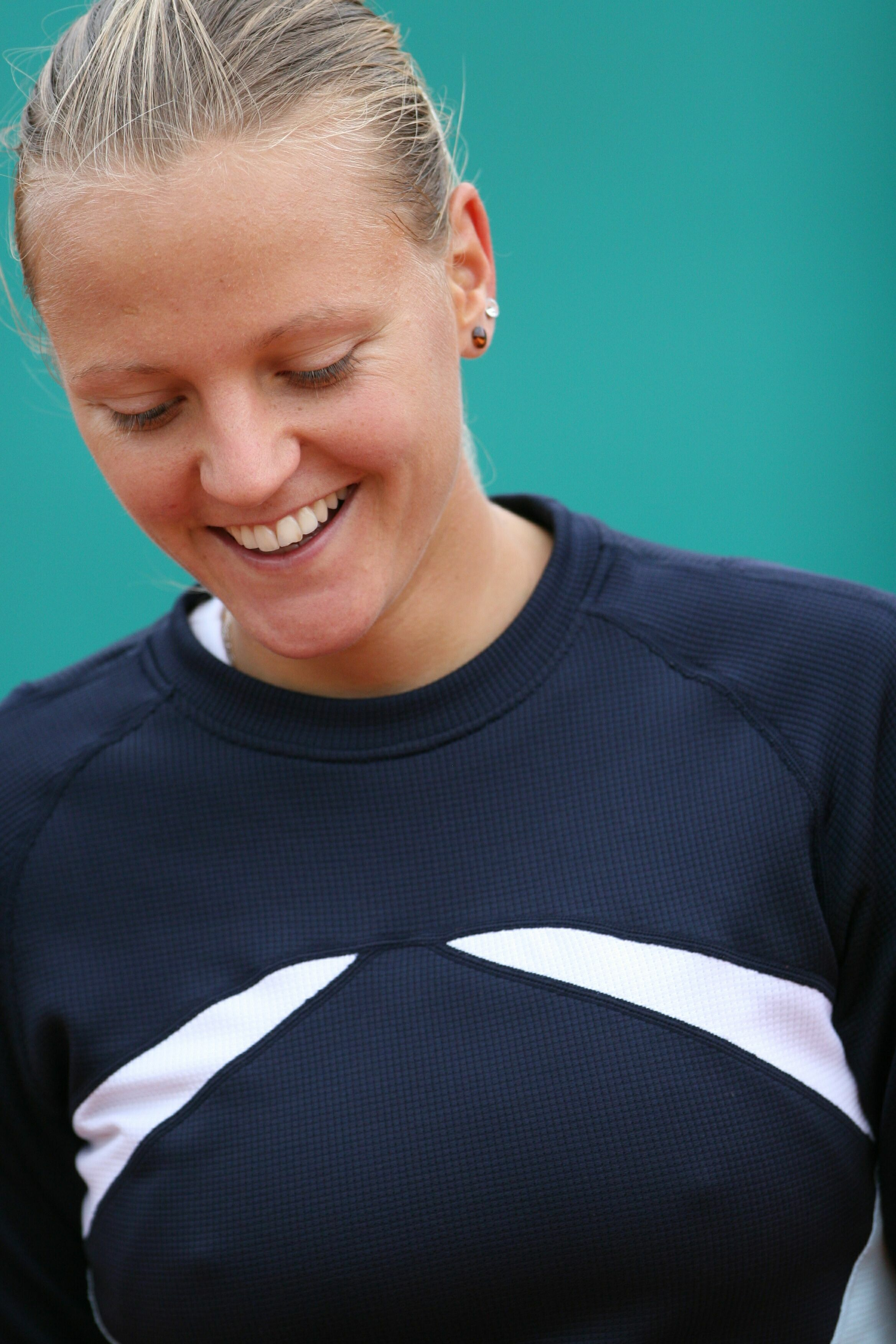
Ágnes Szávay al Roland Garros 2007

La Szávay inizia l'anno uscendo nel III turno delle qualificazioni al WTa di Auckland e al II turno dell'Australian Open per mano della Rolle. Si qualifica invece al main draw degli indoor di Parigi, in cui esce al I turno contro Camille Pin. Non riesce invece a qualificarsi ai WTA di Anversa e a quelli di Dubai, mentre a Doha si qualifica ma perde poi al I turno da Julia Görges.
A Budapest riceve una wild card e raggiunge le semifinali dopo aver sconfitto nei quarti la n. 41 Émilie Loit e perde dalla n. 50 Gisela Dulko 6-2 6-1.
Partecipa all'ITF di Zagabria aggiudicandosi il torneo in finale sulla Ozegović. Al Roland Garros supera le qualificazioni e ottiene la sua prima vittoria a uno slam sconfiggendo al I turno Anne Kremer, per poi essere sconfitta al II turno dalla n.9 del ranking Anna Čakvetadze dopo un match teso ed equilibrato che termina 6-4 6-7 6-4. Con questo risultato la Szavay entra nella top 100 e affronta, superandole, le qualificazioni a Barcellona, in cui esce al II turno contro la Shaughnessy.
La Szávay supera le qualificazioni anche a Wimbledon per poi battere al I turno Eva Birnerová ed essere sconfitta al II dalla n.24 Al'ona Bondarenko 6-2 6-3. In seguito a questi risultati la giocatrice ungherese si avvicina alla posizione n. 50 del ranking che supera abbondantemente dopo aver vinto il primo torneo WTA a Palermo superando in finale la n. 33 del ranking Martina Müller. Al torneo di Bad Gastein raggiunge i quarti in cui perde da Francesca Schiavone in 3 set.
Ad agosto supera le qualificazioni del torneo di New Haven e raggiunge la finale dopo aver eliminato giocatrici del calibro di Daniela Hantuchová n. 10 del ranking e prima top ten che riesce a battere, Al'ona Bondarenko e Samantha Stosur. In finale si scontra con Svetlana Kuznecova, n. 4 del ranking, ma è costretta al ritiro per un fastidio alla schiena dopo essersi aggiudicata il primo set per 6-4 e poi essere sotto 0-3 nel II.
La giocatrice ungherese si riprende in tempo per l'Us Open in cui supera al III turno la n. 8 del ranking Nadia Petrova issandosi sino ai quarti in cui viene sconfitta dalla Kuznecova per 6-1 6-4.
La vittoria nel torneo di Pechino superando in finale la Janković le consente di entrare per la prima volta nella top 20 della WTA, mentre a Seoul si ritira nei quarti contro la Danilidou, chiudendo l'anno al n.19 del ranking.

### 2008

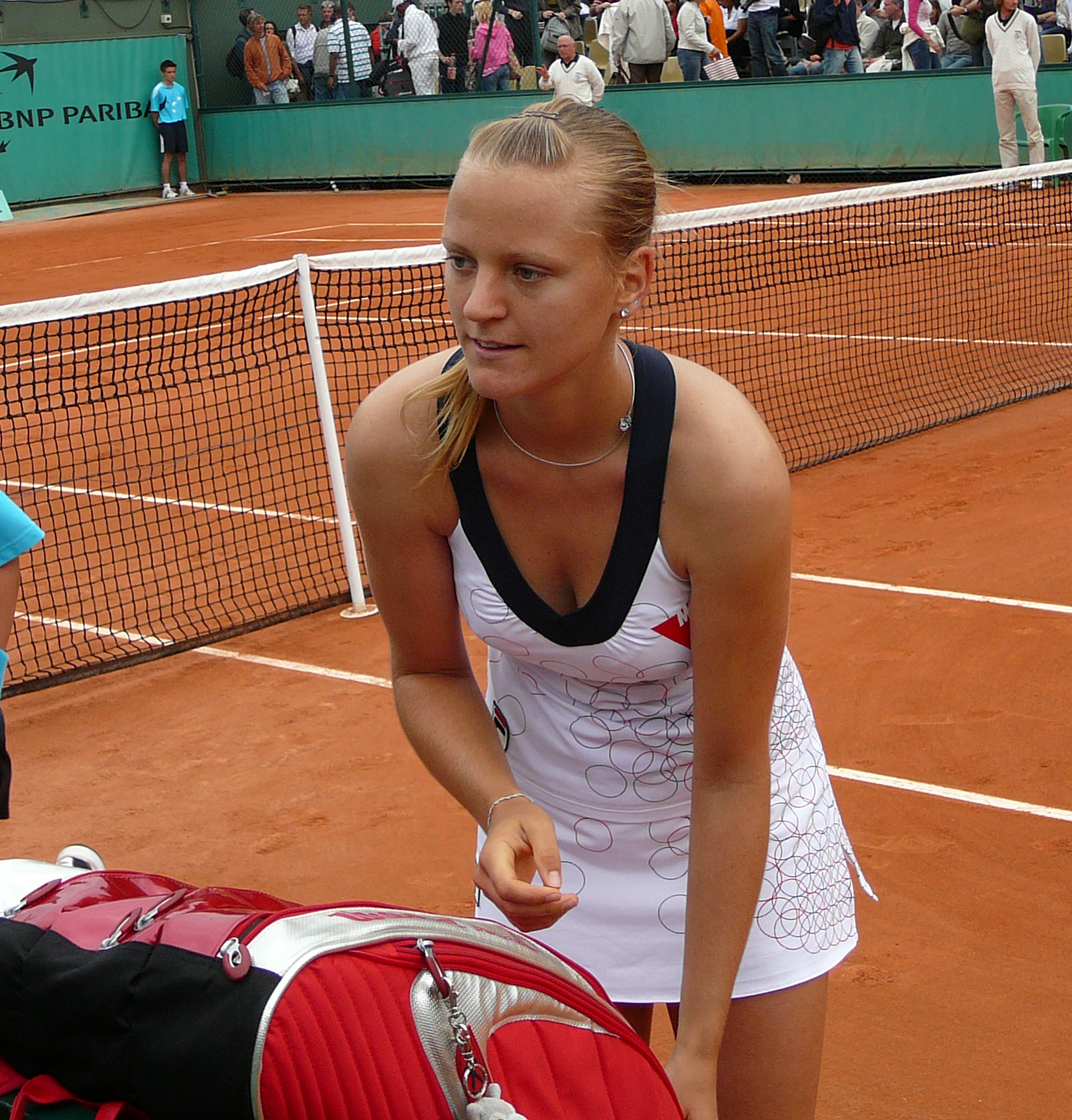
Ágnes Szávay al Roland Garros 2008

All'Australian Open la Szávay era testa di serie numero 20 ma ha perso al primo turno dalla russa Ekaterina Makarova 3-6, 6-4, 7-5.
La Szávay ha poi raggiunto la finale del Tier II Open Gaz de France di Parigi. Ha sconfitto la seconda testa di serie, Daniela Hantuchová, nei quarti di finale e la quarta testa di serie, Elena Dement'eva, in semifinale prima di perdere in finale da Anna Čakvetadze in tre set.
Successivamente è stata eliminata al primo turno nei tornei di Anversa, Doha e Dubai. In primavera nei tornei su terra rossa ha raggiunto i quarti di finale ad Amelia Island, Charleston e Berlino. Nel mese di maggio è stata sconfitta al II turno agli Internazionali d'Italia e al terzo turno al Roland Garros.
A Wimbledon è stata battuta al primo turno dalla cinese Zheng Jie La tennista ungherese ha partecipato alle Olimpiadi di Pechino dove è stata sconfitta di nuovo al primo turno dalla cinese Zheng Jie La Szávay ha preso parte all'US Open come testa di serie numero 13 ma è stata eliminata al II turno dall'italiana Tathiana Garbin in tre set 5-7, 6-2, 6-3.

### 2009
All'Australian Open la Szávay perde al primo turno contro Galina Voskoboeva per 6-3, 3-6, 6-4.
Successivamente, in febbraio, gioca con la sua nazionale in Fed Cup ma viene sconfitta dalla britannica Anne Keothavong per 6-3, 7-5. Per l'ungherese la striscia negativa continua anche al torneo di Parigi, in cui cede al primo turno alla cinese Li Na, e al torneo di Dubai.
Accenna una timida ripresa al torneo di Acapulco, al quale partecipa come lucky loser, arrivando fino ai quarti di finale in cui si arrende a Venus Williams. Continua la sua fase di crescita a livello di gioco ma i risultati rimangono scarsi nei tornei di Monterrey, Indian Wells, Miami e Stoccarda.
Al Roland Garros riesce a spingersi fino al quarto turno. Tuttavia, il suo Anno Horribilis continua al Torneo di Wimbledon dove viene sconfitta al primo turno da Kirsten Flipkens.
Vince il primo torneo stagionale a Budapest battendo in finale la svizzera Patty Schnyder.
All'US Open viene battuta al primo turno dall'israeliana Shahar Peer.

### 2010

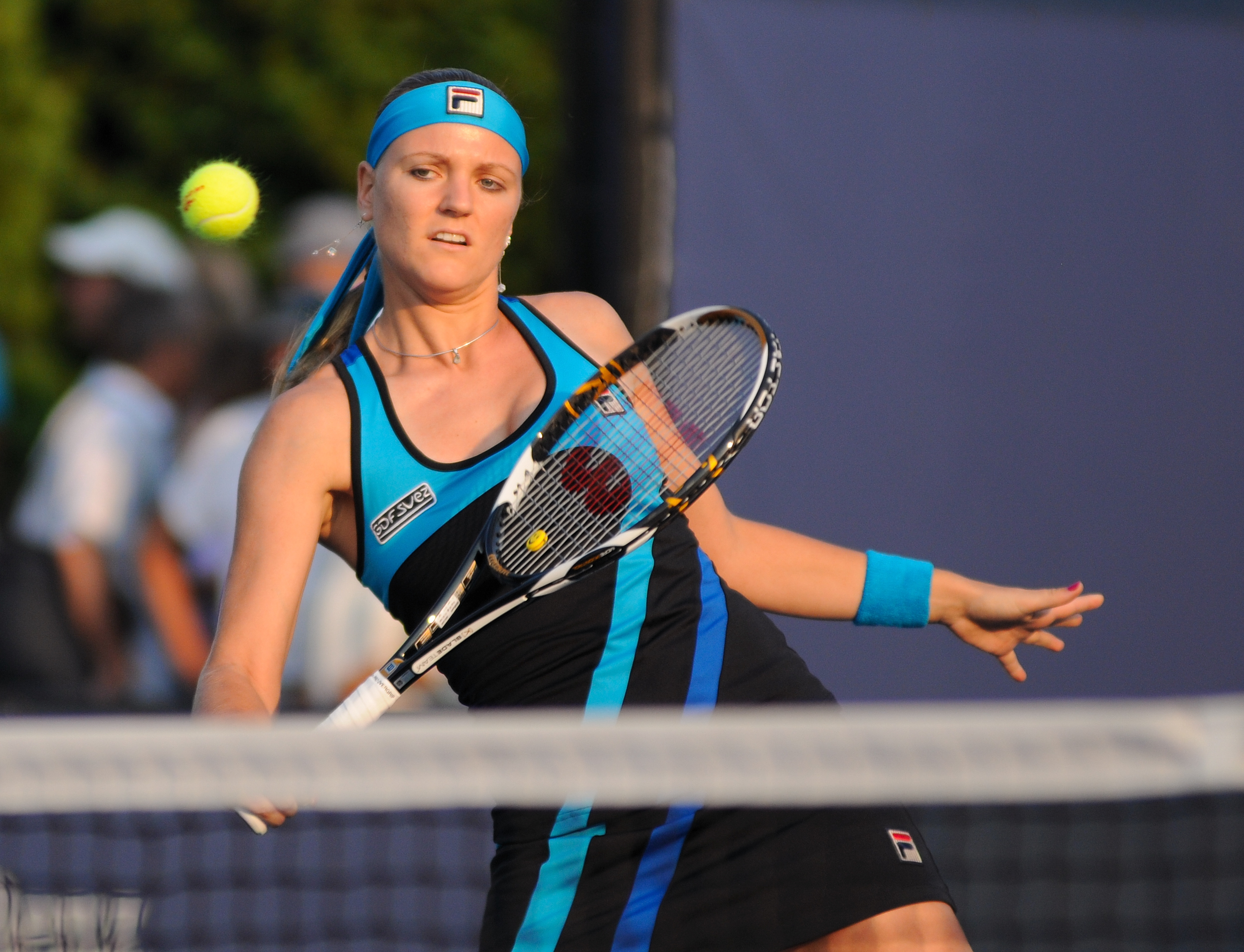
Ágnes Szávay in azione allo US Open 2010

La tennista ungherese inizia l'anno disputando il torneo di Brisbane nel quale batte al primo turno Peng Shuai prima di perdere da Daniela Hantuchová per 6-3 6-1 al turno successivo. La settimana seguente a Sydney batte al primo turno Jelena Janković per 5-7, 6-1, 7-5 prima di perdere contro Yanina Wickmayer al secondo. Ha finito il mese di gennaio all'Australian Open raggiungendo di nuovo il secondo turno, battendo Stéphanie Dubois prima di cadere con Li Na 3-6, 7-5, 6-2.
La Szávay ha poi giocato, ad inizio febbraio, il torneo indoor di Parigi e ha raggiunto il suo primo quarto di finale dell'anno. L'ungherese ha battuto Vol'ha Havarcova e Petra Martić prima di perdere da Melanie Oudin 2-6, 6-4, 6-2. Successivamente, al torneo di Acapulco,  Ágnes da testa di serie nr. 2 e uscita ai quarti di finale contro Polona Hercog. Nei turni precedenti aveva battuto Barbora Záhlavová-Strýcová e Renata Voráčová. Ha anche gareggiato nel torneo di doppio con Gisela Dulko, tuttavia le due hanno perso al primo turno contro le italiane Sara Errani e Roberta Vinci con il punteggio di 6-3, 6-3. La Szávay al torneo di Monterrey ha sconfitto nei primi due turni le tedesche Julia Görges e Anna-Lena Grönefeld. Tuttavia, è caduta nei quarti di finale contro la quarta testa di serie Dominika Cibulková 3-6, 6-3, 6-3.
Ha giocato a marzo i tornei di Miami ed Indian Wells raggiungendo il terzo turno di entrambi gli eventi.
Inizia la stagione europea su terra rossa perdendo al primo turno del torneo di Stoccarda contro la russa Dinara Safina.
L'11 luglio vince il torneo di casa, a Budapest, contro la svizzera Patty Schnyder con il punteggio di 6-2, 6-4. Il 18 luglio trionfa al torneo di Praga battendo in finale Barbora Záhlavová-Strýcová in tre set.

### 2013
Il 6 febbraio la Szávay annuncia ufficialmente il suo ritiro dal tennis professionistico a causa del persistere dei problemi alla schiena.

## Statistiche

### Singolare

#### Vittorie (5)
| Legenda: Pre 2009 | Legenda: Dal 2009     |
| ----------------- | --------------------- |
| Grande Slam (0)   |                       |
| Ori Olimpici (0)  |                       |
| WTA Finals (0)    |                       |
| Tier I (0)        | Premier Mandatory (0) |
| Tier II (1)       | Premier 5 (0)         |
| Tier III (0)      | Premier (0)           |
| Tier IV (1)       | International (3)     |

| N. | Data              | Torneo                                       | Superficie  | Avversaria in finale       | Punteggio        |
| 1. | 16 luglio 2007    | Internazionali Femminili di Palermo, Palermo | Terra rossa | Martina Müller             | 6-0, 6-1         |
| 2. | 23 settembre 2007 | China Open, Pechino                          | Cemento     | Jelena Janković            | 6(7)-7, 7-5, 6-2 |
| 3. | 12 luglio 2009    | Hungarian Grand Prix, Budapest               | Terra rossa | Patty Schnyder             | 2-6, 6-4, 6-2    |
| 4. | 11 luglio 2010    | Hungarian Grand Prix, Budapest (2)           | Terra rossa | Patty Schnyder             | 6-2, 6-4         |
| 5. | 18 luglio 2010    | I. ČLTK Prague Open, Praga                   | Terra rossa | Barbora Záhlavová-Strýcová | 6-2, 1-6, 6-2    |

#### Sconfitte (2)
| Legenda              |
| -------------------- |
| Grande Slam (0)      |
| Argenti Olimpici (0) |
| WTA Finals (0)       |
| Tier I (0)           |
| Tier II (2)          |
| Tier III (0)         |
| Tier IV (0)          |

| N. | Data             | Torneo                      | Superficie    | Avversaria in finale | Punteggio      |
| 1. | 25 agosto 2007   | Pilot Pen Tennis, New Haven | Cemento       | Svetlana Kuznecova   | 6-4, 0-3, rit. |
| 2. | 10 febbraio 2008 | Open GDF Suez, Parigi       | Sintetico (i) | Anna Čakvetadze      | 3-6, 6-2, 2-6  |

### Doppio

#### Vittorie (2)
| Legenda: Pre 2009 | Legenda: Dal 2009     |
| ----------------- | --------------------- |
| Grande Slam (0)   |                       |
| Ori Olimpici (0)  |                       |
| WTA Finals (0)    |                       |
| Tier I (0)        | Premier Mandatory (0) |
| Tier II (0)       | Premier 5 (0)         |
| Tier III (2)      | Premier (0)           |
| Tier IV (0)       | International (0)     |

| N. | Data           | Torneo                                   | Superficie  | Compagna           | Avversaria in finale                | Punteggio |
| 1. | 23 aprile 2007 | Hungarian Grand PRix, Budapest           | Terra rossa | Vladimíra Uhlířová | Martina Müller Gabriela Navrátilová | 7-5, 6-2  |
| 2. | 5 gennaio 2008 | Australian Women's Hardcourt, Gold Coast | Cemento     | Dinara Safina      | Yan Zi Zheng Jie                    | 6-1, 6-2  |

#### Sconfitte (6)
| Legenda: Pre 2009    | Legenda: Dal 2009     |
| -------------------- | --------------------- |
| Grande Slam (0)      |                       |
| Argenti Olimpici (0) |                       |
| WTA Finals (0)       |                       |
| Tier I (0)           | Premier Mandatory (0) |
| Tier II (1)          | Premier 5 (0)         |
| Tier III (3)         | Premier (0)           |
| Tier IV (1)          | International (1)     |

| N. | Data             | Torneo                         | Superficie    | Compagna           | Avversaria in finale             | Punteggio   |
| 1. | 8 luglio 2004    | Hungarian Grand Prix, Budapest | Terra rossa   | Virág Németh       | Petra Mandula Barbara Schett     | 3-6, 2-6    |
| 2. | 30 ottobre 2005  | Gaz de France Stars, Hasselt   | Sintetico (i) | Michaëlla Krajicek | Émilie Loit Katarina Srebotnik   | 3-6, 4-6    |
| 3. | 20 febbraio 2006 | Copa Colsanitas, Bogotà        | Terra rossa   | Jasmin Wöhr        | Gisela Dulko Flavia Pennetta     | 6(1)-7, 1-6 |
| 4. | 3 marzo 2007     | Qatar Ladies Open, Doha        | Cemento       | Vladimíra Uhlířová | Martina Hingis Marija Kirilenko  | 1-6, 1-6    |
| 5. | 23 luglio 2007   | Gastein Ladies, Bad Gastein    | Terra rossa   | Vladimíra Uhlířová | Lucie Hradecká Renata Voráčová   | 3-6, 5-7    |
| 6. | 18 luglio 2010   | I. ČLTK Prague Open, Praga     | Terra rossa   | Monica Niculescu   | Timea Bacsinszky Tathiana Garbin | 5-7, 6(5)-7 |

## Grand Slam Junior

### Singolare

#### Vittorie (1)
| Tornei del Grande Slam  |
| ----------------------- |
| Australian Open (0)     |
| Open di Francia (1)     |
| Torneo di Wimbledon (0) |
| US Open (0)             |

| N. | Data          | Torneo                  | Superficie  | Avversarie in finale | Punteggio |
| 1. | 4 giugno 2005 | Open di Francia, Parigi | Terra rossa | Ioana Raluca Olaru   | 6-2, 6-1  |

#### Sconfitte (1)
| Tornei del Grande Slam  |
| ----------------------- |
| Australian Open (1)     |
| Open di Francia (0)     |
| Torneo di Wimbledon (0) |
| US Open (0)             |

| N. | Data            | Torneo                     | Superficie | Avversario in finale | Punteggio |
| 1. | 29 gennaio 2005 | Australian Open, Melbourne | Cemento    | Viktoryja Azaranka   | 2-6, 2-6  |

### Doppio

#### Vittorie (2)
| Tornei del Grande Slam  |
| ----------------------- |
| Australian Open (0)     |
| Open di Francia (1)     |
| Torneo di Wimbledon (1) |
| US Open (0)             |

| N. | Data          | Torneo                      | Superficie  | Compagna           | Avversarie in finale             | Punteggio        |
| 1. | 4 giugno 2005 | Open di Francia, Parigi     | Terra rossa | Viktoryja Azaranka | Ioana Raluca Olaru Amina Rachim  | 4-6, 6-4, 6-0    |
| 2. | 2 luglio 2005 | Torneo di Wimbledon, Londra | Erba        | Viktoryja Azaranka | Marina Eraković Monica Niculescu | 6(5)-7, 6-2, 6-0 |

#### Sconfitte (1)
| Tornei del Grande Slam  |
| ----------------------- |
| Australian Open (1)     |
| Open di Francia (0)     |
| Torneo di Wimbledon (0) |
| US Open (0)             |

| N. | Data            | Torneo                     | Superficie | Compagna        | Avversarie in finale               | Punteggio |
| 1. | 29 gennaio 2005 | Australian Open, Melbourne | Cemento    | Nikola Fraňková | Viktoryja Azaranka Marina Eraković | 0-6, 2-6  |

## Risultati in progressione
| Sigla | Risultato               |
| ----- | ----------------------- |
| V     | Vincitore               |
| F     | Finalista               |
| SF    | Semifinalista           |
| O     | Oro olimpico            |
| A     | Argento olimpico        |
| SF    | Bronzo olimpico         |
| QF    | Quarti di Finale        |
| 4T    | Quarto turno            |
| 3T    | Terzo turno             |
| 2T    | Secondo turno           |
| 1T    | Primo turno             |
| RR    | Round Robin             |
| LQ    | Turno di qualificazione |
| A     | Assente                 |
| ND    | Non disputato           |

| Legenda superfici    |
| -------------------- |
| Cemento              |
| Terra battuta        |
| Erba                 |
| Superficie variabile |

### Singolare
| Tornei del Grande Slam |               |               |               |               |               |               |               |               |               |      |       |
| Australian Open        | A             | A             | A             | Q1            | Q2            | 1T            | 1T            | 2T            | A             | A    | 1–3   |
| Open di Francia        | A             | A             | A             | Q3            | 2T            | 3T            | 4T            | 2T            | 1T            | A    | 12–6  |
| Wimbledon              | A             | A             | A             | A             | 2T            | 4T            | 1T            | 1T            | A             | A    | 7–4   |
| US Open                | A             | A             | Q1            | A             | QF            | 2T            | 1T            | 2T            | A             | 1T   | 6–6   |
| Vittorie-sconfitte     | 0–0           | 0–0           | 0–1           | 2–2           | 13–4          | 6–4           | 3–4           | 3–4           | 0–1           | 0–1  | 26–18 |
| Giochi Olimpici        |               |               |               |               |               |               |               |               |               |      |       |
| Giochi olimpici estivi | ND            | A             | Non disputato | Non disputato | Non disputato | 1T            | Non disputato | Non disputato | Non disputato | 1T   | 0–2   |
| WTA Premier Mandatory  |               |               |               |               |               |               |               |               |               |      |       |
| Indian Wells           | A             | A             | A             | A             | A             | A             | 4R            | 3R            | 2R            | A    | 4–3   |
| Miami                  | A             | A             | A             | A             | A             | 2R            | 4R            | 3R            | 2R            | A    | 4–4   |
| Madrid                 | Non disputato | Non disputato | Non disputato | Non disputato | Non disputato | Non disputato | QF            | 1R            | 2R            | A    | 4–2   |
| Pechino                | ND            | Non Tier I    | Non Tier I    | Non Tier I    | Non Tier I    | Non Tier I    | 1R            | 1R            | A             | A    | 6–3   |
| WTA Premier 5          |               |               |               |               |               |               |               |               |               |      |       |
| Dubai                  | Non Tier I    | Non Tier I    | Non Tier I    | Non Tier I    | Non Tier I    | Non Tier I    | 1R            | A             | A             | NP5  | 0–1   |
| Doha                   | Non Tier I    | Non Tier I    | Non Tier I    | Non Tier I    | Non Tier I    | 1R            | Non disputato | Non disputato | NP5           | A    | 0–1   |
| Roma                   | A             | A             | A             | A             | A             | 2R            | 1R            | A             | A             | A    | 1–2   |
| Montreal/Toronto       | A             | A             | A             | A             | A             | A             | 2R            | 3R            | A             | A    | 3–2   |
| Cincinnati             | Non Tier I    | Non Tier I    | Non Tier I    | Non Tier I    | Non Tier I    | Non Tier I    | 2R            | A             | A             | A    | 1–1   |
| Tokyo                  | A             | A             | A             | A             | A             | 1R            | 1R            | 1R            | A             | A    | 0–3   |
| Carriera               |               |               |               |               |               |               |               |               |               |      |       |
| Finali                 | 0             | 0             | 0             | 0             | 3             | 1             | 1             | 2             | 0             | 0    | 7     |
| Titoli                 | 0             | 1             | 0             | 1             | 3             | 0             | 1             | 2             | 0             | 0    | 5     |
| Ranking di fine anno   | –             | 278           | 181           | 207           | 20            | 28            | 40            | 37            | 256           | 1025 |       |

## Vittorie contro giocatrici Top 10
| Stagione | 2007 | 2008 | 2009 | 2010 | Totale |
| Vittorie | 3    | 1    | 3    | 1    | 8      |

| #    | Giocatrice             | Ranking | Evento                       | Superficie  | Turno | Punteggio        | Rank. ASR |
| ---- | ---------------------- | ------- | ---------------------------- | ----------- | ----- | ---------------- | --------- |
| 2007 |                        |         |                              |             |       |                  |           |
| 1.   | Daniela Hantuchová (1) | 10      | New Haven Open, New Haven    | Cemento     | 2T    | 7-5, 6-3         | 41        |
| 2.   | Nadia Petrova          | 8       | US Open, New York            | Cemento     | 3T    | 6-4, 6-4         | 31        |
| 3.   | Jelena Janković (1)    | 3       | China Open, Pechino          | Cemento     | F     | 6(7)-7, 7-5, 6-2 | 23        |
| 2008 |                        |         |                              |             |       |                  |           |
| 4.   | Daniela Hantuchová (2) | 8       | Open Gaz de France, Parigi   | Cemento (i) | QF    | 7-6(4), 6-1      | 20        |
| 2009 |                        |         |                              |             |       |                  |           |
| 5.   | Ana Ivanović           | 7       | Miami Open, Miami            | Cemento     | 3T    | 6-4, 4-6, 6-1    | 25        |
| 6.   | Viktoryja Azaranka     | 9       | Madrid Open, Madrid          | Terra rossa | 3T    | 4-6, 6-2, 6-2    | 38        |
| 7.   | Venus Williams         | 3       | Open di Francia, Parigi      | Terra rossa | 3T    | 6-0, 6-4         | 31        |
| 2010 |                        |         |                              |             |       |                  |           |
| 8.   | Jelena Janković (2)    | 8       | Sydney International, Sydney | Cemento     | 1T    | 5-7, 6-1, 7-5    | 40        |